# Liste de films tournés dans le département des Landes
Un certain nombre d'œuvres cinématographiques et télévisuelles a été tourné partiellement ou intégralement dans le département français des Landes.
Voici une liste non exhaustive de films, téléfilms, feuilletons télévisés, films documentaires... tournés dans le département des Landes, classés par commune et lieu de tournage et date de diffusion.
- Haut – A
- B
- C
- D
- E
- F
- G
- H
- I
- J
- K
- L
- M
- N
- O
- P
- Q
- R
- S
- T
- U
- V
- W
- X
- Y
- Z

## A
- Haut – A
- B
- C
- D
- E
- F
- G
- H
- I
- J
- K
- L
- M
- N
- O
- P
- Q
- R
- S
- T
- U
- V
- W
- X
- Y
- Z

- Aureilhan
  - 2006 : Villa belle France, téléfilm de Karim Soumaila[1]

## B
- Haut – A
- B
- C
- D
- E
- F
- G
- H
- I
- J
- K
- L
- M
- N
- O
- P
- Q
- R
- S
- T
- U
- V
- W
- X
- Y
- Z

- Biaudos
  - 1981 :  Hôtel des Amériques d'André Téchiné (château de Biaudos)

- Biscarrosse
  - 2006 : Camping de Fabien Onteniente[2]
  - 2010 : Camping 2 de  Fabien Onteniente
  - 2012 : Stars 80 de Frédéric Forestier et Thomas Langmann[3]
  - 2014 : Les Combattants de Thomas Cailley[4]

## C
- Haut – A
- B
- C
- D
- E
- F
- G
- H
- I
- J
- K
- L
- M
- N
- O
- P
- Q
- R
- S
- T
- U
- V
- W
- X
- Y
- Z

- Capbreton
  - 2015 : Mon roi de Maïwenn[5]
  - 2021 : Le Remplaçant, série télévisée[6]
- Contis
  - 2021 : De l'or pour les chiens de Anna Cazenave Cambet

## D
- Haut – A
- B
- C
- D
- E
- F
- G
- H
- I
- J
- K
- L
- M
- N
- O
- P
- Q
- R
- S
- T
- U
- V
- W
- X
- Y
- Z

- - 2021 : Le Remplaçant, série télévisée[6]

## E
- Haut – A
- B
- C
- D
- E
- F
- G
- H
- I
- J
- K
- L
- M
- N
- O
- P
- Q
- R
- S
- T
- U
- V
- W
- X
- Y
- Z

## F
- Haut – A
- B
- C
- D
- E
- F
- G
- H
- I
- J
- K
- L
- M
- N
- O
- P
- Q
- R
- S
- T
- U
- V
- W
- X
- Y
- Z

## G
- Haut – A
- B
- C
- D
- E
- F
- G
- H
- I
- J
- K
- L
- M
- N
- O
- P
- Q
- R
- S
- T
- U
- V
- W
- X
- Y
- Z

## H
- Haut – A
- B
- C
- D
- E
- F
- G
- H
- I
- J
- K
- L
- M
- N
- O
- P
- Q
- R
- S
- T
- U
- V
- W
- X
- Y
- Z

- Hossegor
  - 2005 : Brice de Nice de James Huth
  - 2005 : Les Vagues, téléfilm de Frédéric Carpentier[7]
  - 2022 : Cet été-là, d'Éric Lartigau[8]

## I
- Haut – A
- B
- C
- D
- E
- F
- G
- H
- I
- J
- K
- L
- M
- N
- O
- P
- Q
- R
- S
- T
- U
- V
- W
- X
- Y
- Z

## J
- Haut – A
- B
- C
- D
- E
- F
- G
- H
- I
- J
- K
- L
- M
- N
- O
- P
- Q
- R
- S
- T
- U
- V
- W
- X
- Y
- Z

## K
- Haut – A
- B
- C
- D
- E
- F
- G
- H
- I
- J
- K
- L
- M
- N
- O
- P
- Q
- R
- S
- T
- U
- V
- W
- X
- Y
- Z

## L
- Haut – A
- B
- C
- D
- E
- F
- G
- H
- I
- J
- K
- L
- M
- N
- O
- P
- Q
- R
- S
- T
- U
- V
- W
- X
- Y
- Z

- Lit-et-Mixe
  - 2000 : Sous le sable de François Ozon
  - 2014 : Les Combattants de Thomas Cailley[4]

- Losse
  - 1990 : Dames galantes de Jean-Charles Tacchella[9]

## M
- Haut – A
- B
- C
- D
- E
- F
- G
- H
- I
- J
- K
- L
- M
- N
- O
- P
- Q
- R
- S
- T
- U
- V
- W
- X
- Y
- Z

- Mimizan
  - 1974 : Le Secret de Robert Enrico
  - 2000 : Sous le sable de François Ozon
  - 2003 : Bon Voyage de Jean-Paul Rappeneau[10]
  - 2006 : Villa belle France, téléfilm de Karim Soumaila[1]
  - 2014 : Les Combattants de Thomas Cailley[4]

- Moliets-et-Maâ
  - 2012 : La Dune de Yossi Aviram.
  - 2020 : Papi Sitter de Philippe Guillard[11]

- Mont-de-Marsan
  - 1991 : J'embrasse pas d'André Téchiné

## N
- Haut – A
- B
- C
- D
- E
- F
- G
- H
- I
- J
- K
- L
- M
- N
- O
- P
- Q
- R
- S
- T
- U
- V
- W
- X
- Y
- Z

## O
- Haut – A
- B
- C
- D
- E
- F
- G
- H
- I
- J
- K
- L
- M
- N
- O
- P
- Q
- R
- S
- T
- U
- V
- W
- X
- Y
- Z

## P
- Haut – A
- B
- C
- D
- E
- F
- G
- H
- I
- J
- K
- L
- M
- N
- O
- P
- Q
- R
- S
- T
- U
- V
- W
- X
- Y
- Z

- Pissos
  - 2014 : Les Combattants de Thomas Cailley[4]

## Q
- Haut – A
- B
- C
- D
- E
- F
- G
- H
- I
- J
- K
- L
- M
- N
- O
- P
- Q
- R
- S
- T
- U
- V
- W
- X
- Y
- Z

## R
- Haut – A
- B
- C
- D
- E
- F
- G
- H
- I
- J
- K
- L
- M
- N
- O
- P
- Q
- R
- S
- T
- U
- V
- W
- X
- Y
- Z

## S
- Haut – A
- B
- C
- D
- E
- F
- G
- H
- I
- J
- K
- L
- M
- N
- O
- P
- Q
- R
- S
- T
- U
- V
- W
- X
- Y
- Z

- Saint-Julien-en-Born
  - 2000 : Sous le sable de François Ozon

- Sanguinet
  - 1960 : Les Mordus de René Jolivet[12]

- Seignosse
  - 2020 : Papi Sitter de Philippe Guillard[11]
  - 2022 : Cet été-là, d'Éric Lartigau[8]

- Soorts-Hossegor
  - 2005 : Brice de Nice de James Huth
  - 2015 : Mon roi de Maïwenn[5]

- Sore
  - 2022 :  En plein feu de Quentin Reynaud[13]

- Soustons
  - 1949 : Mademoiselle de La Ferté de Roger Dallier et Georges Lacombe
  - 2024 : Marion, de Joe Weiland et Finn Constantine

## T
- Haut – A
- B
- C
- D
- E
- F
- G
- H
- I
- J
- K
- L
- M
- N
- O
- P
- Q
- R
- S
- T
- U
- V
- W
- X
- Y
- Z

- Tarnos
  - 2011 : L'amour dure trois ans de Frédéric Beigbeder[14]

## U
- Haut – A
- B
- C
- D
- E
- F
- G
- H
- I
- J
- K
- L
- M
- N
- O
- P
- Q
- R
- S
- T
- U
- V
- W
- X
- Y
- Z

## V
- Haut – A
- B
- C
- D
- E
- F
- G
- H
- I
- J
- K
- L
- M
- N
- O
- P
- Q
- R
- S
- T
- U
- V
- W
- X
- Y
- Z

- Vieux-Boucau
  - 2020 : Papi Sitter de Philippe Guillard[11]
  - 2022 : Cet été-là, d'Éric Lartigau[8]

## W
- Haut – A
- B
- C
- D
- E
- F
- G
- H
- I
- J
- K
- L
- M
- N
- O
- P
- Q
- R
- S
- T
- U
- V
- W
- X
- Y
- Z

## X
- Haut – A
- B
- C
- D
- E
- F
- G
- H
- I
- J
- K
- L
- M
- N
- O
- P
- Q
- R
- S
- T
- U
- V
- W
- X
- Y
- Z

## Y
- Haut – A
- B
- C
- D
- E
- F
- G
- H
- I
- J
- K
- L
- M
- N
- O
- P
- Q
- R
- S
- T
- U
- V
- W
- X
- Y
- Z

## Z
- Haut – A
- B
- C
- D
- E
- F
- G
- H
- I
- J
- K
- L
- M
- N
- O
- P
- Q
- R
- S
- T
- U
- V
- W
- X
- Y
- Z